# Slam Dunk
Slam Dunk (яп. スラムダンク, сураму данку, «Слем-данк») — манґа про баскетбол, створена Такехіко Іноуе. Виходила в журналі Shonen Jump видавництва Shueisha з 1990 по 1996 роки. За її мотивами студією Toei Animation було знято однойменне аніме, яке користувалося великою популярністю в Японії, інших країнах Азії та в Європі. Тематику баскетболу Іноуе пізніше використовував у своїх роботах Buzzer Beater і Real. У 2010 році він був нагороджений премією Баскетбольної асоціації Японії за популяризацію цього виду спорту. Згідно з опитуванням, проведеним 2007 року Управлінням культури Японії, є найкращою мангою всіх часів. У 2018 році у 20 танкобонах видавництвом Shueisha відбулося перевидання реструктурованої версії манґи.

## Сюжет
Ханаміті Сакураґі, правопорушник і ватажок банди, дуже непопулярний серед дівчат. Вони відмовляли йому цілих п'ятдесят разів. У перший рік навчання в середній школі Сьохоку він зустрівся з Харуко Акаґі, дівчиною своєї мрії — вона не відштовхує і не боїться його, як усі інші. Харуко, дізнавшись про атлетичні здібності Сакураґі, знайомить його з баскетбольною командою школи. Спочатку він неохоче вступає до неї — у нього не було спортивного досвіду, і він вважає, що баскетбол — це гра для тих, хто програв: п'ятдесята дівчина відмовила йому на користь баскетболіста. Сакураґі, незважаючи на свою крайню незрілість і запальний характер, виявляється справжнім атлетом і долучається до команди, здебільшого в надії справити враження на Харуко і зблизитися з нею. Пізніше він зрозумів, що справді полюбив спорт, хоча раніше грав здебільшого через свою любов до Харуко. Каеде Рукава — найлютіший суперник Сакураґі (як у баскетболі, так і тому, що Харуко сильно, хоч і односторонньо, закохана в Рукаву). Зоряний новобранець і «дівчина-магніт» — приєднуються до команди одночасно. Невдовзі після цього Хісасі Міцуї, досвідчений фахівець із триочкових і колишній MVP середньої школи, та Рьота Міяґі, невисокий, але спритний розігруючий захисник, знову приєднуються до команди, і всі разом вони намагаються здійснити мрію капітана команди Такенорі Акаґі про перемогу на національному чемпіонаті. Разом ці невдахи стають популярними, і колись маловідома баскетбольна команда школи Сьохоку стає претендентом на звання зірки в Японії.

## Медіа

### Манґа
Оригінальна манґа виходила у журналі Weekly Shonen Jump видавництва Shueisha з 1990 по 1996 роки. Пізніше була перевидана у реструктурованій версії.

### Аніме
За мотивами манґи студією Toei Animation було знято однойменне аніме, яке користувалося великою популярністю в Японії та інших країнах. Прем'єрний показ аніме-серіалу проходив із 1993 по 1996 роки. Усього було випущено 101 серія.
Також було знято кілька повнометражних аніме-фільмів, найбільш успішний з яких — The First Slam Dunk, який вийшов у 2022 році, і який займає 5-й рядок у списку найкасовіших аніме-фільмів.

## Критика
За даними на 2007 рік, було продано понад 120 млн копій Slam Dunk. За даними на 2017 рік, було продано понад 157 млн копій. Ця манга знаходиться в списку найбільш успішних видань компанії Shueisha за всю історію — після Бліча, Наруто, Dragon Ball та One Piece. У 1995 році вона була нагороджена премією Shogakukan у категорії «сьонен». Її успіх сприяв зростанню інтересу до баскетболу серед японців у 1990-х роках. За результатами опитування, яке проводилося серед відвідувачів японського фестивалю Japan Media Arts Festival у 2006 році, Slam Dunk була визнана найкращою мангою всіх часів.